# ヤオ語派
ヤオ語派（Yao）またはミエン語派（Mienic）は中国、タイ、ベトナム、ラオスのヤオ族の人々に話される言語である。モン・ミエン語族の下位語派である。
ヤオ族のいくらかはミャオ語派の言語（ブヌ語）を話す。広西チワン族自治区東部ではタイ・カダイ語族（Lakkia語）をはなすヤオ族の集団もわずかにいる。

## 分類
en:Martha Ratliff (2010:3)による分類
- Mienic ミエン語派またはヤオ語派
  - ミエン語
    - Iu Mien 勉方言, 話者数840,000
    - Kim Mun 金门方言, 400,000
    - Biao Min 标敏方言, 43,000
    - Dzao Min 藻敏方言, 60,000